# Élections générales québécoises de 1931
L'élection générale québécoise de 1931 se déroule le 24 août 1931 afin d'élire les députés de la 18e législature à l'Assemblée législative de la province de Québec (Canada). Il s'agit de la 18e élection générale depuis la confédération canadienne de 1867. Le gouvernement sortant du Parti libéral du Québec, dirigé par le premier ministre Louis-Alexandre Taschereau, est reporté au pouvoir, formant un gouvernement majoritaire et défaisant le Parti conservateur du Québec, dirigé par Camillien Houde. C'est la troisième victoire électorale majoritaire consécutive pour Taschereau, en poste depuis 1920. Le Parti libéral, quant à lui, est au pouvoir depuis l'élection de 1897.

## Contexte
Le 10 juillet 1929, Camillien Houde, maire de Montréal, est élu chef du Parti conservateur lors d'un congrès d'investiture. Il s'agit du premier congrès à la chefferie pour un parti provincial du Québec.
Houde ne parvient pas à défaire le gouvernement, et le règne libéral se poursuit. Camillien Houde est battu dans les deux circonscriptions dans lesquelles il se présentait. C'est Charles Ernest Gault qui dirigera l'opposition conservatrice, à titre intérimaire.

## Dates importantes
- 30 juillet 1931 : Émission du bref d'élection.
- 24 août 1931 : scrutin
- 3 novembre 1931 : ouverture de la session.

## Résultats
| Libéral   | Conservateur |
| 79 sièges | 11 sièges    |
| ^         |              |
| majorité  |              |

### Résultats par parti politique
| Partis | Partis                   | Chef                       | Candidats | Sièges | Sièges | Voix    | Voix   | Voix    |
| Partis | Partis                   | Chef                       | Candidats | 1927   | Élus   | Nb      | %      | +/-     |
| --- | ------------------------ | -------------------------- | --------- | ------ | ------ | ------- | ------ | ------- |
| | Libéral                  | Louis-Alexandre Taschereau | 90        | 74     | 79     | 268 732 | 54,9 % | -4,46 % |
| | Conservateur             | Camillien Houde            | 90        | 9      | 11     | 213 223 | 43,5 % | +9,23 % |
| | Ouvrier                  |                            | 4         | 1      | 0      | 2 164   | 0,4 %  | -1,69 % |
| | Conservateur indépendant | Conservateur indépendant   | 5         | -      | -      | 1 295   | 0,3 %  | -       |
| | Libéral indépendant      | Libéral indépendant        | 2         | 1      | -      | 1 065   | 0,2 %  | -2,72 % |
| | Indépendant              | Indépendant                | 5         | -      | -      | 3 216   | 0,7 %  | -0,61 % |
| Total | Total                    | Total                      | 196       | 85     | 90     | 489 695 | 100 %  |         |
| Le taux de participation lors de l'élection était de 77 % et 4 190 bulletins ont été rejetés. Il y avait 641 324 personnes inscrites sur la liste électorale pour l'élection. |                          |                            |           |        |        |         |        |         |

### Résultats par circonscription
- Abitibi : Hector Authier (Parti libéral)
- Argenteuil : Georges Dansereau (Parti libéral)
- Arthabaska : Joseph-Édouard Perrault (Parti libéral)
- Bagot : Joseph-Émery Phaneuf (Parti libéral)
- Beauce : Joseph-Édouard Fortin (Parti libéral)
- Beauharnois : Gontran Saintonge (Parti libéral)
- Bellechasse : Robert Taschereau (Parti libéral)
- Berthier : Cléophas Bastien (Parti libéral)
- Bonaventure : Pierre-Émile Côté (Parti libéral)
- Brome : Ralph Frederick Stockwell (Parti libéral)
- Chambly : Hortensius Béique (Parti conservateur)
- Champlain : William-Pierre Grant (Parti libéral)
- Charlevoix-Saguenay : Edgar Rochette (Parti libéral)
- Châteauguay : Honoré Mercier (Parti libéral)
- Chicoutimi : Gustave Delisle (Parti libéral)
- Compton : William James Duffy (Parti libéral)
- Deux-Montagnes : Paul Sauvé (Parti conservateur)
- Dorchester : Joseph-Philibert Giguère (Parti libéral)
- Drummond : Hector Laferté (Parti libéral)
- Frontenac : Henri-Louis Gagnon (Parti libéral)
- Gaspé-Nord : Joseph-Thomas Côté (Parti libéral)
- Gaspé-Sud : Alexandre Chouinard (Parti libéral)
- Gatineau : Augustin-Armand Legault (Parti libéral)
- Hull : Aimé Guertin (Parti conservateur)
- Huntingdon : Martin Beattie Fisher (Parti conservateur)
- Iberville : Lucien Lamoureux (Parti libéral)
- Iles-de-la-Madeleine : Amédée Caron (Parti libéral)
- Jacques-Cartier : Victor Marchand (Parti libéral)
- Joliette : Lucien Dugas (Parti libéral)
- Kamouraska : Pierre Gagnon (Parti libéral)
- Labelle : Pierre Lortie (Parti libéral)
- Lac-Saint-Jean : Joseph-Ludger Fillion (Parti libéral)
- L'Assomption : Walter Reed (Parti libéral)
- Laval : Joseph Filion (Parti libéral)
- Laviolette : Joseph-Alphida Crête (Parti libéral)
- Lévis : Arthur Bélanger (Parti libéral)
- L'Islet : Adélard Godbout (Parti libéral)
- Lotbinière : Joseph-Napoléon Francoeur (Parti libéral)
- Maisonneuve : Charles-Joseph Arcand (Parti libéral)
- Maskinongé : Louis-Joseph Thisdel (Parti libéral)
- Matane : Joseph-Arthur Bergeron (Parti libéral)
- Matapédia : Joseph Dufour (Parti libéral)
- Mégantic : Lauréat Lapierre (Parti libéral)
- Missisquoi : Alexandre Saurette (Parti libéral)
- Montcalm : Médéric Duval (Parti libéral)
- Montmagny : Charles-A. Paquet (Parti libéral)
- Montmorency : Louis-Alexandre Taschereau (Parti libéral)
- Montréal-Dorion : Joseph-Achille Francoeur (Parti libéral)
- Montréal-Laurier : Ernest Poulin (Parti libéral)
- Montréal-Mercier : Anatole Plante (Parti libéral)
- Montréal—Sainte-Anne : Joseph Henry Dillon (Parti libéral)
- Montréal—Sainte-Marie : Gaspard Fauteux (Parti libéral)
- Montréal—Saint-Georges : Charles Ernest Gault (Parti conservateur)
- Montréal—Saint-Henri : J.-Maurice Gabias (Parti libéral)
- Montréal—Saint-Jacques : Irénée Vautrin (Parti libéral)
- Montréal—Saint-Laurent : Joseph Cohen (Parti libéral)
- Montréal–Saint-Louis : Peter Bercovitch (Parti libéral)
- Montréal-Verdun : Pierre-Auguste Lafleur (Parti conservateur)
- Napierville-Laprairie : J.-Euclide Charbonneau, fils (Parti libéral)
- Nicolet : Joseph-Alcide Savoie (Parti libéral)
- Papineau : Désiré Lahaie (Parti libéral)
- Pontiac : Wallace Reginald McDonald (Parti libéral)
- Portneuf : Pierre Gauthier (Parti libéral)
- Québec-Centre : Joseph Samson (Parti libéral)
- Québec-Comté : Éphraïm Bédard (Parti libéral)

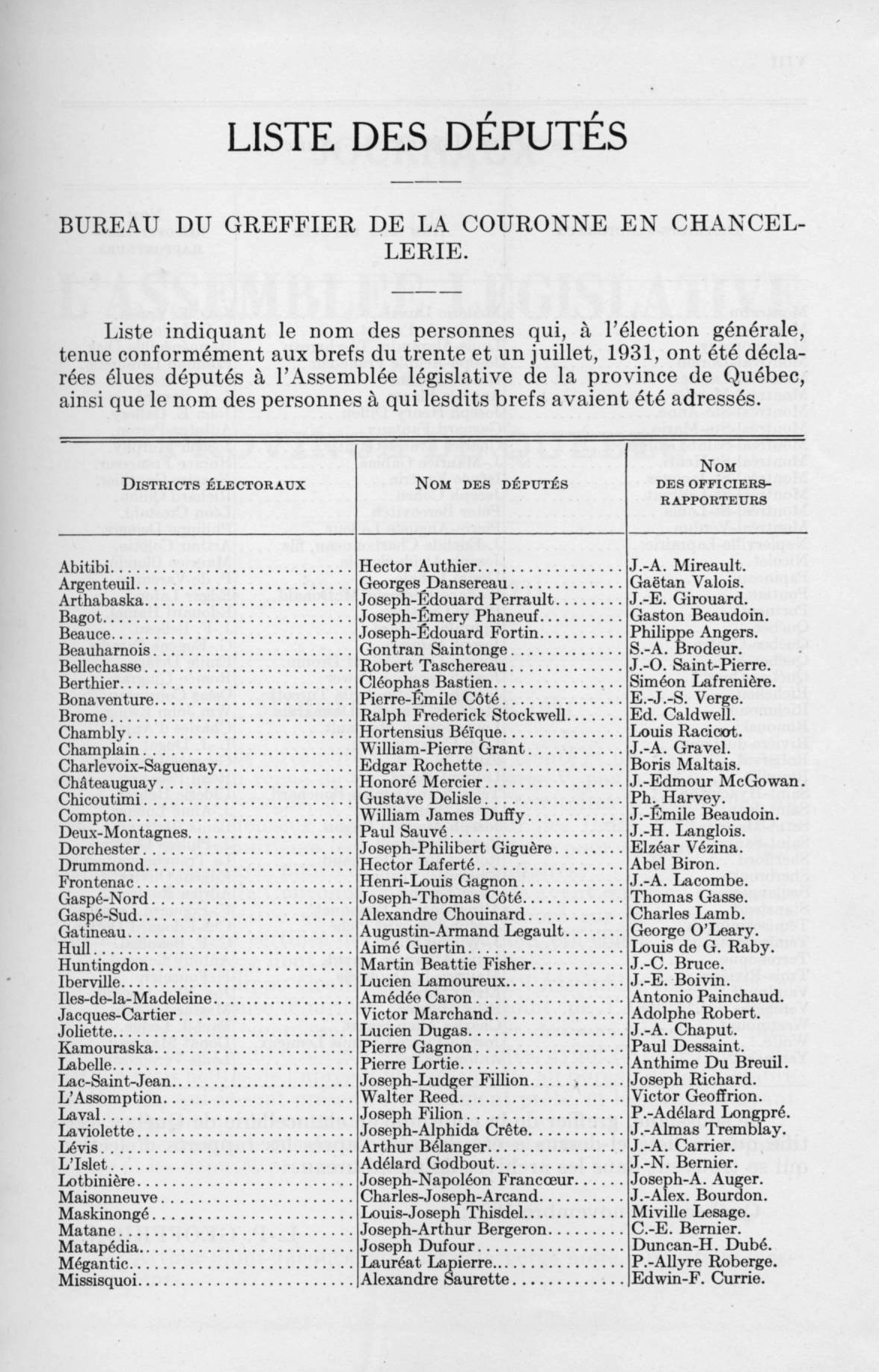
Liste officielle des députés élus à l'élection générale de 1931, page 1 de 2

- Québec-Est : Joseph-Oscar-Alfred Drouin (Parti libéral)

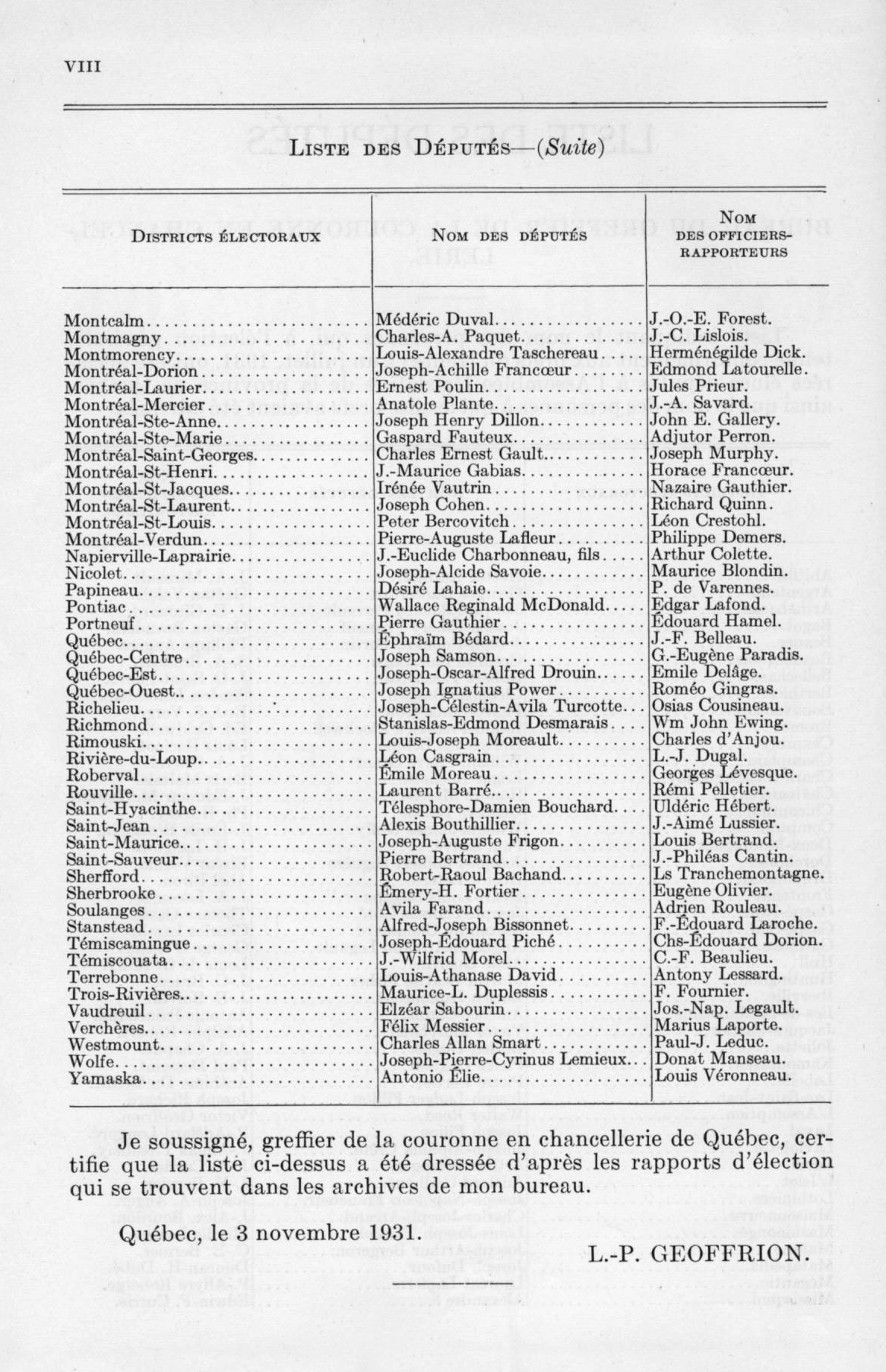
Liste officielle des députés élus à l'élection générale de 1931, page 2 de 2

- Québec-Ouest : Joseph Ignatius Power (Parti libéral)

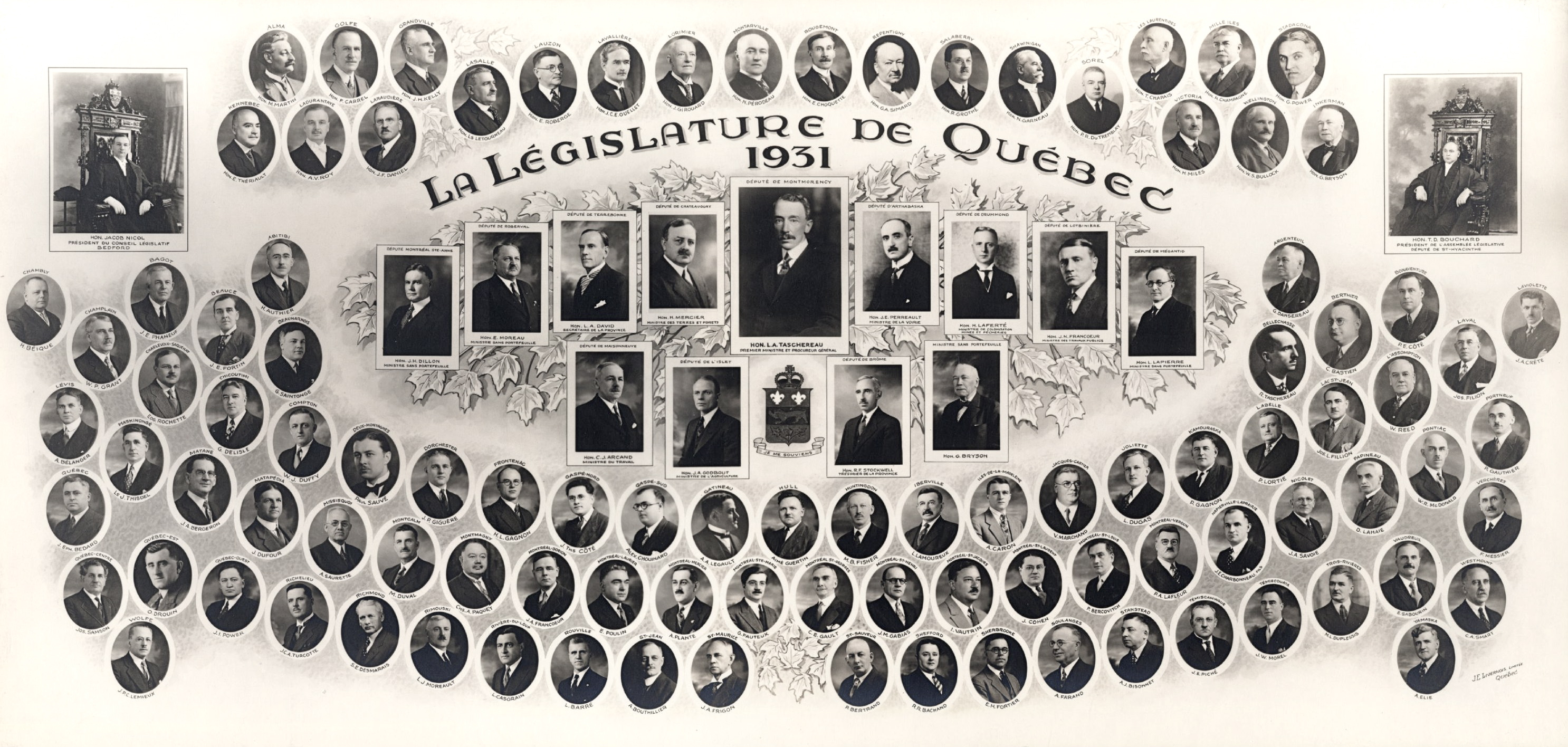
Tableau groupant les photos des membres de la législature du Québec en 1931. Les photos des députés à l'Assemblée législative sont dans la partie inférieure de l'image, celles des membres du Conseil législatif sont dans la partie supérieure et celles des ministres sont au centre.

- Richelieu : Joseph-Célestin-Avila Turcotte (Parti libéral)
- Richmond : Stanislas-Edmond Desmarais (Parti libéral)
- Rimouski : Louis-Joseph Moreault (Parti libéral)
- Rivière-du-Loup : Léon Casgrain (Parti libéral)
- Roberval : Émile Moreau (Parti libéral)
- Rouville : Laurent Barré (Parti conservateur)
- Saint-Hyacinthe : Télesphore-Damien Bouchard (Parti libéral)
- Saint-Jean : Alexis Bouthillier (Parti libéral)
- Saint-Maurice : Joseph-Auguste Frigon (Libéral-Indépendant)
- Saint-Sauveur : Pierre Bertrand (Parti conservateur)
- Shefford : Robert-Raoul Bachand (Parti libéral)
- Sherbrooke : Émery-H. Fortier (Parti libéral)
- Soulanges : Avila Farand (Parti libéral)
- Stanstead : Alfred-Joseph Bissonnet (Parti libéral)
- Témiscamingue : Joseph-Édouard Piché (Parti libéral)
- Témiscouata : J.-Wilfrid Morel (Parti libéral)
- Terrebonne : Louis-Athanase David (Parti libéral)
- Trois-Rivières : Maurice-L. Duplessis (Parti conservateur)
- Vaudreuil : Elzéar Sabourin (Parti libéral)
- Verchères : Félix Messier (Parti libéral)
- Westmount : Charles Allan Smart (Parti conservateur)
- Wolfe : Joseph-Pierre-Cyrinus Lemieux (Parti libéral)
- Yamaska : Antonio Élie (Parti conservateur)

## Sources
- Section historique du site de l'Assemblée nationale du Québec
- Jacques Lacoursière, Histoire populaire du Québec, t. 4 : 1896 à 1960, Sillery (Québec), Septentrion, 1997.

1. ↑  Pierre Drouilly, Statistiques électorales du Québec. 1867-1989, Québec, Assemblée nationale du Québec, 1990, 3e éd., 692 p. (ISBN 2-551-12466-2).